# PSR J1719-1438 b
PSR J1719-1438 b es un remanente estelar de masa planetaria que orbita el pulsar PSR J1719-1438, ubicada a unos 3.914 años luz (1200.0 pc) en la constelación de Serpens.
Su descubrimiento se anunció públicamente en el 25 de agosto de 2011 por un equipo dirigido por Matthew Bailes en la Universidad Tecnológica de Swinburne en Melbourne, Australia. Su estrella PSR J1719-1438 es un púlsar de milisegundo de 5,7 ms. Es un objeto de masa joviana, siendo 1,4 veces más masivo que Júpiter pero con una densidad mínima de 23 g/cm3 , lo que permite calcular un radio en aproximadamente 40% menor al de Júpiter. PSR 1719-1438 b completa su órbita en 2,17 horas con un semieje mayor de 0,0044 UA.  
Se cree que PSR J1719-1438 b alguna vez fue un binario de rayos X de baja masa, pero debido a su proximidad a la estrella de neutrones, fue degradado por el material acumulado de la estrella y grandes cantidades de radiación. Debido a su alta densidad y su órbita extremadamente estrecha, el planeta probablemente comenzó como una antigua estrella enana blanca cuya estrella de neutrones lo despojó de sus capas externas, dejando sólo un núcleo de carbono y oxígeno cristalizado a una densidad mucho mayor que la del diamante.
Por 𝜌≈23 g/cm³ es mucho mayor que Júpiter (<2 g/cm³), lo que sugiere no es un gigante gaseoso, además de que su radio superaría el límite de Roche. Se considera que es oscuro y pequeño, lo que refuerza la hipótesis de una enana blanca.